# Скобло, Александр Ионович
Александр Ионович Ско́бло (1909—2000) — основатель научной школы «Процессы и аппараты нефтегазопереработки» заложил основы расчета технологических процессов и оборудования нефтегазопере-рабатывающих заводов и производств.

## Биография
- 1931—1934 — инженер ГрозНИИ, ассистент Грозненского нефтяного института
- 1934—1940 — начальник сектора главной лаборатории БНПЗ имени И. В. Сталина, инженер треста Азнефтепроект, доцент Промышленной академии имени С. М. Кирова (Баку)
- 1940—1943 — заместитель начальника производственно-технического отдела НКНП СССР
- 1943—1959 — научный сотрудник Центрального института авиационных топлив и масел
- 1943—1971 — заведующий кафедрой нефтезаводского оборудования МНИ имени И. М. Губкина
- 1971—2000 — профессор кафедры нефтегазопереработки РГУ нефти и газа имени И. М. Губкина

## Научно-производственные и общественные достижения
Автор более 140 научных работ, в том числе монографий:
- «Мощная атмосферная нефтеперегонная установка Баджер в Грозном» (1933)
- «Основные элементы технологического расчета нефтеперегонной установки» (1939)
- учебника «Процессы и аппараты нефтеперерабатывающей и нефтехимической промышленности» (коллектив авторов) (1962).

Автор 15 изобретений. Под его научным руководством защищено 29 кандидатских диссертаций (в том числе соискатели из Китая, Индии, Египта, Ирака, Румынии и Чехословакии).
Участие в общественной жизни:
- председатель подкомиссии ГЭК Госплана СССР по проблемам реконструкции и развития нефтеперерабатывающей и нефтехимической промышленности Азербайджана и Башкирии
- член научно-технического совета и председатель отраслевой секции союзных министерств нефтеперерабатывающей и нефтехимической промышленности и химического и нефтяного машиностроения
- член редколлегии журналов «Химия и технология топлив и масел» и «Нефтепереработка и нефтехимия».

## Ученые степени и звания
- кандидат технических наук, доцент (1938)
- профессор (1963)
- доктор технических наук (1966)

## Награды и премии
- Сталинская премия II степени (10 апреля 1942) — за разработку и внедрение в промышленность метода увеличения выработки авиабензинов на действующих установках и заводах
- Сталинская премия II степени (1946) — за разработку нового метода получения важных химических продуктов из нефтяных фракций
- орден «Знак Почета» (1942)
- девять медалей